# Kerry Rupp
Kerry Lee Rupp (Magna, Utah, 1954. február 26. –) amerikai kosárlabdázó és kosárlabdaedző, 2022-től a Detroit Mercy Titans edzőhelyettese. 2004-ben a Utah Utes, 2007 és 2011 között pedig a Louisiana Tech Bulldogs vezetőedzője volt.

## Fiatalkora
1972-ben érettségizett a Cyprus High Schoolban. Testnevelés szakos alapdiplomáját 1977-ben szerezte a Dél-utahi Egyetemen.

## Eredményei vezetőedzőként
| Szezon                                                | Eredmény                             | Eredmény                             | Helyezés                             | Továbbjutás                          |
| Szezon                                                | Összesen                             | Konferencia                          | Helyezés                             | Továbbjutás                          |
| Utah Utes (Mountain West Conference)                  | Utah Utes (Mountain West Conference) | Utah Utes (Mountain West Conference) | Utah Utes (Mountain West Conference) | Utah Utes (Mountain West Conference) |
| ----------------------------------------------------- | ------------------------------------ | ------------------------------------ | ------------------------------------ | ------------------------------------ |
| 2009–10                                               | 9–4                                  | 6–3                                  | 3.                                   | NCAA Round of 64                     |
| Eredmény:                                             | 9–4                                  | 6–3                                  | –                                    | –                                    |
| Louisiana Tech Bulldogs (Western Athletic Conference) |                                      |                                      |                                      |                                      |
| 2007–08                                               | 6–24                                 | 3–13                                 | 9.                                   | –                                    |
| 2008–09                                               | 15–18                                | 6–10                                 | T-6.                                 | –                                    |
| 2009–10                                               | 24–11                                | 9–7                                  | 4.                                   | CIT második kör                      |
| 2010–11                                               | 12–20                                | 2–14                                 | 9.                                   | –                                    |
| Eredmény:                                             | 57–73                                | 20–44                                | –                                    | –                                    |
| Összesen:                                             | 66–77                                | –                                    | –                                    | –                                    |
| Jelmagyarázat: Konferenciatorna-bajnok                |                                      |                                      |                                      |                                      |

## Fordítás
- Ez a szócikk részben vagy egészben  a   Kerry Rupp című angol Wikipédia-szócikk ezen változatának fordításán alapul.  Az eredeti cikk szerkesztőit annak laptörténete sorolja fel. Ez a jelzés csupán a megfogalmazás eredetét és a szerzői jogokat jelzi, nem szolgál a cikkben szereplő információk forrásmegjelöléseként.